# Keeper of the Flame (film)
Keeper of the Flame je americké drama z roku 1942, režírované Georgem Cukorem. Hlavní role ve filmu ztvárnili Spencer Tracy a Katharine Hepburnová.

## Příběh
Jednoho dne, během veliké bouře, tragicky zahyne národní hrdina Robert Forrest. V noci se svým autem nestihne zareagovat na zřícený most nedaleko jeho sídla a ve velké rychlosti spadne i s autem dolů do rokle. Celé Spojené státy truchlí.
Jeho velký obdivovatel, novinář a spisovatel Steven O'Malley (Spencer Tracy), jenž se právě vrátil z válečné Evropy, se rozhodne sepsat dílo o životě tohoto významného muže.
Na jeho pohřbu však nejprve potkává své staré přátele a kolegy; Jane Hardingovou (Audrey Christie) a Freddieho Ridgese (Stephen McNally), kteří se stejně jako on zajímají o nedávnou tragédii i o jeho pozůstalé. Forrestova manželka však všechny novináře odmítá a neukazuje se ani na veřejnosti, stejně jako její tchyně, Forrestova matka.
Steven, jenž se začne kolem Forrestova sídla a obrovského pozemku často potloukat, narazí na chlapce Jeba Rickardse (Darryl Hickman), syna zdejšího vrátného Jasona Rickardse (Howard Da Silva). Jeb si vyčítá, že Forrestovu smrt zavinil on, protože ho nestihl před zříceným mostem varovat. Steven si sním začne povídat a utěšovat ho, až mu nakonec Jeb ukáže tajnou cestu k sídlu podél potoka. Steven se tak nepozorovaně dostane až do domu, kde jako první narazí na Forrestovu ženu Christine Forrestovou (Katharine Hepburnová). Překvapené Christine vše v rychlosti vysvětlí, představí jí jeho záměr a požádá ji o spolupráci nezbytnou k napsání Forrestovy biografie. Zarmoucená Christine však taktně odmítne a Steven proto zklamaně odchází. Christin sekretář Clive Kerndon (Richard Whorf) se ji však následně pokusí přesvědčit, ať Stevenovi s knihou pomůže, což se mu také nakonec podaří, a Christine Stevena ještě téhož večera navštíví v jeho hotelu.
Steven si poté postupně získá její důvěru a spřátelí se i s Jebem, přesto se před ním však Christine pokusí spoustu osobních věcí utajit a mnoho věcí od dokumentů až po milostné dopisy raději spálí. Steven se také náhodou doví o Forrestově matce, jež žije skryta veřejnosti nedaleko od jeho sídla a věří, že by mu mohla se spoustou věcí pomoct či objasnit některá fakta. Během projížďky na koni s Christine se rozhodne před přicházející bouří ukrýt právě zde a duševně nemocná Forrestova matka mu přesně jak čekal poskytne spoustu nových informací a vodítek k čím dál více se komplikující situaci a vztahům. Steven začíná mít pohybnosti o věrnosti sekretáře Kerndona i o Christinině podivném bratranci Geoffreyi Midfordovi (Forrest Tucker). Začíná se také čím dál více zajímat i o malý kamenný domek, o němž je mu však řečeno, že se jedná pouze o bývalý muniční sklad.
Při účelné procházce u osudného mostu najde ztracenou podkovu Christiinina koně a už nemá žádné pochyby, že Christine svého manžela chtěla zabít. Sejde se s ní proto právě v onom podivném domku, kde se jí zeptá na pravdu o Forrestově smrti, kterého tolik obdivoval.
Christine pochopí, že Steven všechno ví, a proto mu prozradí velké tajemství a krutou pravdu o tom kdo Forrest vlastně byl. Všechny ta sláva, které se mu hlavně od mladých hojně dostáválo, mu stoupla na mozek a svůj obrovský vliv se chystal využít k politickému obratu země k fašismu, stejně jako se to povedlo Hitlerovi v Německu. Christine mu následně ukazuje spoustu dokumentů a plánů, jež odhalují, jak Forrest plánoval použít i rasismu a antisemitismu k ovládnutí a rozdělení celé země. Christine jež Forrestovi plány krátce před jeho smrtí prohlédla, ho před nebezpečím raději nevarovala neboť, se svým manželem v jeho plánech rozhodně nesouhlasila. Forrestovu nepřímo způsobenou smrt také okomentovala jako „Důstojná smrt při bouři je to nejlepší, co ho mohla potkat.“ Zklamaný Steven svým idolem se svého záměru proto raději vzdá, ale tentokrát ho přesvědčí pro změnu Christine, aby Forrestovu biografii přesto napsal a uveřejnil jeho zvrhlé záměry o budoucnosti jejich vlasti.
Christinin sekretář Kerndon však není téhož názoru a s Forrestem i jeho vlivnými přáteli vždy sympatizoval. Hned na to proto, uzamkne dveře a budovu podpálí. Po vyděšené Christine a Stevenovi navíc začne malou střílnou v okně střílet z revolveru. Smrtelně zasažená Christine ve Stevenově náruči ho naposledy požádá, aby svou knihu vážně napsal.
Na útěku ještě Kerndon sejme muže se sekerou, jenž jim běží na pomoc, ale následně Kerndona srazí rychle jedoucí auto řízené bratrancem Geoffreyem. Kerndon je mrtev a Geoffry se se sekerou rychle vydá vysvobodit Stevena do hořícího domku.
Steven nakonec vydává knihu s názvem Christine Forrest: Her Life.

## Obsazení
| Spencer Tracy        | Steven O'Malley                       |
| Katharine Hepburnová | Christine Forrestová                  |
| Richard Whorf        | Clive Kerndon (Christin sekretář)     |
| Margaret Wycherlyová | paní Forrestová (Forrestova matka)    |
| Forrest Tucker       | Geoffrey Midford (Christin bratranec) |
| Stephen McNally      | Freddie Ridges                        |
| Audrey Christie      | Jane Hardingová                       |
| Darryl Hickman       | Jeb Rickards (vrátného syn)           |
| Howard Da Silva      | vrátný Jason Rickards                 |
| Frank Craven         | doktor Fielding                       |
| Percy Kilbride       | taxikář                               |
| Donald Meek          | komorník Arbuthnot                    |